# Darrow Hooper
Darrow Hooper, född 30 januari 1932 i Fort Worth i Texas, död 19 augusti 2018, var en amerikansk friidrottare.
Hooper blev olympisk silvermedaljör i kulstötning vid sommarspelen 1952 i Helsingfors.